# Вила Кармине (Ријети)
Вила Кармине је насеље у Италији у округу Ријети, региону Лацио.
Према процени из 2011. у насељу је живело 13 становника. Насеље се налази на надморској висини од 916 м.